# Млешчево
Млешчево (словен. Mleščevo) — поселення в общині Іванчна Гориця, Осреднєсловенський регіон, Словенія. Висота над рівнем моря: 325,1 м.